# هوانغ رونجين
هوانغ رونجين (بالصينية: 黄仁俊)(هانغل: 런쥔) هو مغني وعضو فرقة فتيان صيني ولد في جيلين، الصين في 23 مارس 2000. وهو المغني والراقص الرئيسي لفرقتي إن سي تي و«إن سي تي يو». يجيد التحدث بالكورية والصينية.